# پازوئتفوم
پازوئتفوم شهری در شهرستان ساپونه در استان بازگا در بورکینافاسوی مرکزی است و جمعیت آن ۲۴۱ نفر است.